# Municipio de Amatepec
El municipio de Amatepec es uno de los 125 municipios del Estado de México, se localiza al suroeste de la entidad y su cabecera es el pueblo de Amatepec. Es uno de los municipios más sureños y serranos del territorio mexiquense, los cafetales es una las principales actividades agrícolas del municipio.

## Toponimia
El origen del nombre del municipio proviene de la lengua náhuatl, Amatepec, que significa, Lugar en el cerro de los amates, árbol muy común que crece en la región de Tierra Caliente.

## Geografía

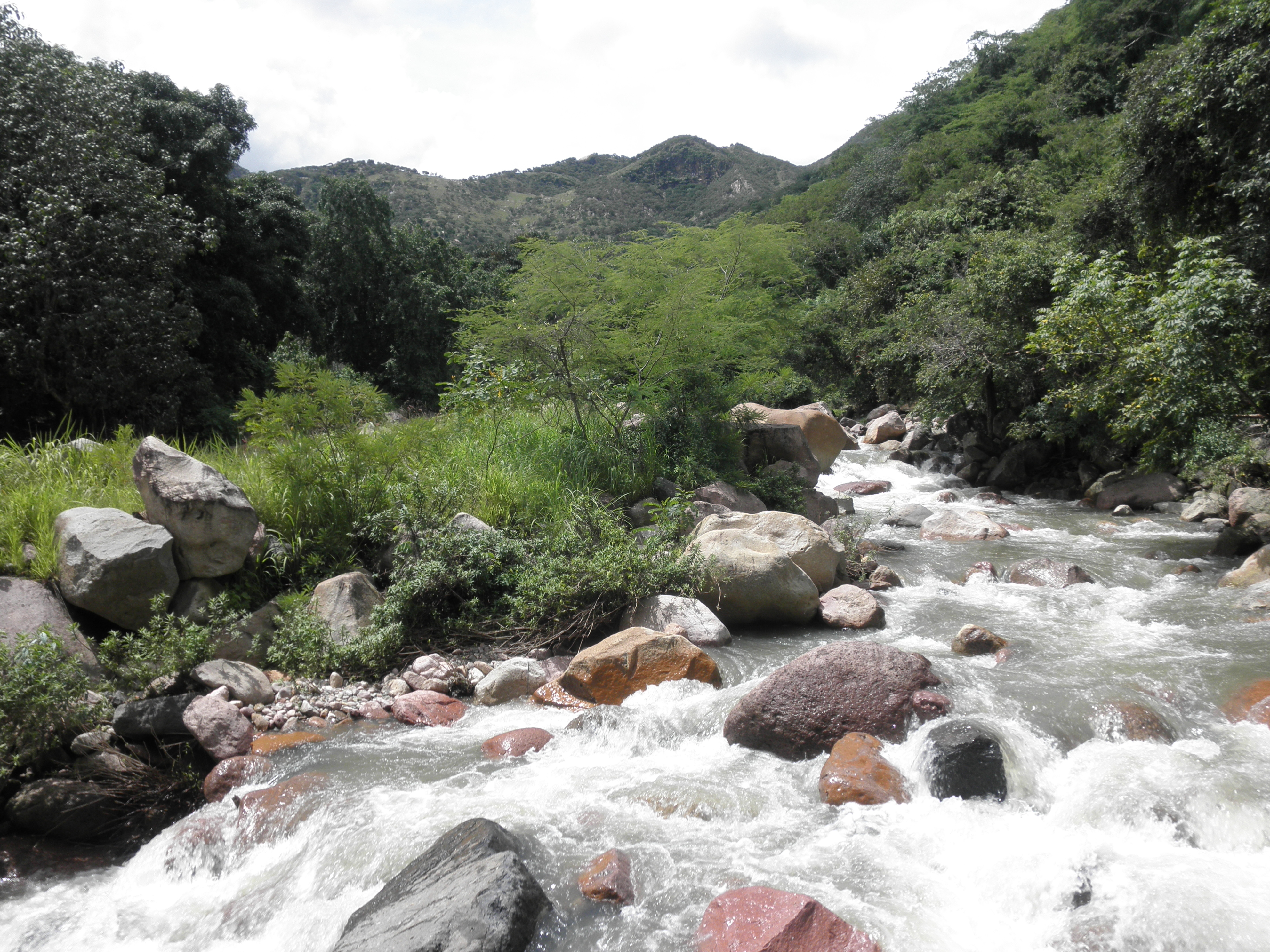
Peña Blanca.

El municipio de Amatepec se encuentra localizado en el suroeste del estado de México; tiene una extensión territorial de 638.55 kilómetros cuadrados y sus coordenadas geográficas extremas son 18° 35' - 18° 48' de latitud norte y 100° 00' - 100° 30' de longitud oeste. Su altitud fluctúa entre los 500 y los 2 400 metros sobre el nivel del mar.
Limita al norte con el municipio de Tejupilco, al sur con el municipio de Tlatlaya, al este con el municipio de Sultepec. Al suroeste, al sureste y al oeste limita con el estado de Guerrero, al suroeste con el municipio de Tlalchapa, al sureste con el municipio de Teloloapan y el municipio de General Canuto A. Neri y al oeste con el municipio de Cutzamala de Pinzón.

## Demografía
El municipio de Amatepec registró en el Censo de Población y Vivienda realizado en 2010 por el Instituto Nacional de Estadística y Geografía un total de 26 334 habitantes, de los que 12 799 son hombres y 13 535 son mujeres.

### Localidades
En el municipio de Amatepec se localizan un total de 178 localidades, siendo las principales y su población en 2010 las siguientes:
| Localidad                          | Población (2010) |
| ---------------------------------- | ---------------- |
| Palmar Chico                       | 3 127            |
| Amatepec                           | 2 187            |
| San Simón (San Simón Zozocoltepec) | 997              |
| Salitre Palmarillos                | 685              |
| Cerro del Campo                    | 565              |
| Total municipio                    | 26 334           |

## Política y gobierno
| Presidente municipal          | Periodo   |
| ----------------------------- | --------- |
| Elfego Rojas Solano           | 2000-2003 |
| Diego Barrueta Vences         | 2003-2006 |
| Ramón Benitez Benitez         | 2006-2009 |
| Epimaco Casique Vences        | 2009-2012 |
| Alfredo Vences Jaimes         | 2012-2015 |
| José Félix Gallegos Hernández | 2015-2021 |
| Obed Santos Rojo              | 2022-2024 |

El gobierno del municipio le corresponde al Ayuntamiento, que está conformado por el presidente municipal, un Síndico y un cabildo integrado por 10 regidores, el Ayuntamiento permanece en su cargo por un periodo de tres años no reelegibles para el periodo subsiguiente, pero si de manera no consecutiva, el periodo gubernamental inicia el día 1 de enero del año inmediato a la elección.

### Representación legislativa
Para la división territorial es distritos electorales donde son electos los diputados locales y federales, el municipio de Amatepec se encuentra dividido de la siguiente manera:
Local:
- Distrito electoral local 9 del estado de México con cabecera en Tejupilco.[6]

Federal:
- Distrito electoral federal 36 del estado de México con cabecera en Tejupilco.[7]

## Economía

### Café

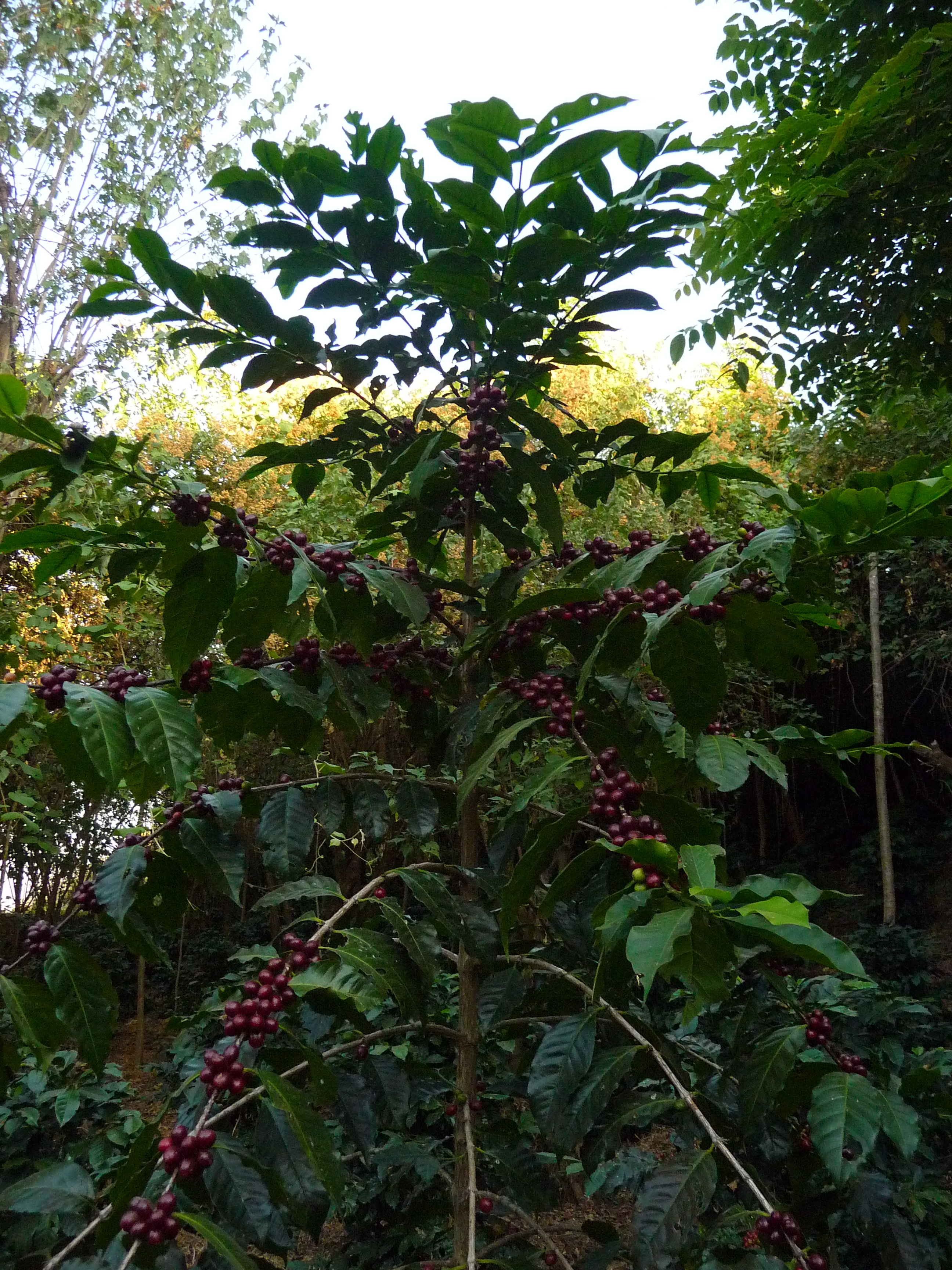
Planta de café en la época de recolección.

Una de las principales actividades del municipio y de la región consiste en la producción del café. Una actividad que se ha desarrollado desde hace muchos años ya que se cuenta con un clima propicio para la producción del mismo. Se compone principalmente de pequeños productores que comercializan de forma local y regional la producción obtenida durante el año.
Las condiciones de suelo, altitud y clima, propician un ambiente idóneo para la producción cafetalera de excelente calidad.
El rango de altitud donde se produce el café va de los 1202 a los 2100 m, con una altitud promedio de los 1598 m, lo que califica como café de estricta altura.
Si bien es cierto que no se tiene claro como llegó el café a la región, existen dos principales hipótesis sobre su llegada.
La primera afirma que a través de otras regiones caficultoras de México, fue que llegó el café a la región, pudiendo ser a través de la región de Veracruz.
Hay quienes afirman que fue a través de la minería que fue una actividad en la región desde la época del Virreinato. Exploradores y mineros provenientes de otras regiones fueron los que probablemente introdujeron el café.
Las variedades que predominan en la región son Típica, Caturra, Bourbon, Garnica, entre otras. Las condiciones climáticas han favorecido la adaptación de una gran cantidad de variedades de café en la región.
Por lo menos un integrante de cada familia se dedica a ésta actividad, habiendo en la actualidad. Desde los métodos tradicionales donde se tostaba el café en cazuelas de barro o en comales y se molía a mano, ha ido adoptando técnicas de cuidado, manejo y producción buscando una mejor y mayor productividad con el objetivo de dar a conocer a otros mercados, regiones el café de la región.